# Maximiliano Reale
Maximiliano Reale (Río Tercero, Córdoba, 3 de enero de 1973) es un ex-baloncestista profesional argentino que se desempeñaba como escolta o alero. Surgido de la cantera de Acción Juvenil de Río Tercero, hizo la primera mitad de su carrera como profesional en la Argentina, migrando luego a Europa donde jugó en el Joventut de Badalona de la Liga ACB y en varios clubes italianos de diversas categorías. Reale también actuó en la selección de baloncesto de Argentina, llegando a participar del Campeonato Sudamericano de Baloncesto de 1995.

## Trayectoria

### Clubes
| Club                                     | País      | Año         |
| ---------------------------------------- | --------- | ----------- |
| Sport Club Cañadense                     | Argentina | 1991 - 1995 |
| Racing Club                              | Argentina | 1995 - 1997 |
| Gimnasia y Esgrima de Comodoro Rivadavia | Argentina | 1997 - 1998 |
| Olimpia                                  | Argentina | 1998 - 1999 |
| Canturina Cantù                          | Italia    | 1999 - 2000 |
| Pico Football Club                       | Argentina | 2000 - 2001 |
| DKV Joventut                             | España    | 2001 - 2002 |
| NSB Rieti                                | Italia    | 2002 - 2004 |
| Pool Firenze Basket                      | Italia    | 2004 - 2005 |
| Casalpusterlengo                         | Italia    | 2005 - 2006 |
| Banca Nuova Trapani                      | Italia    | 2006 - 2008 |
| Gad Etna Catania                         | Italia    | 2008 - 2010 |
| Sport Club Cañadense                     | Argentina | 2010 - 2011 |
| Sportivo Las Parejas                     | Argentina | 2011 - 2012 |